# Karl Heilbronner

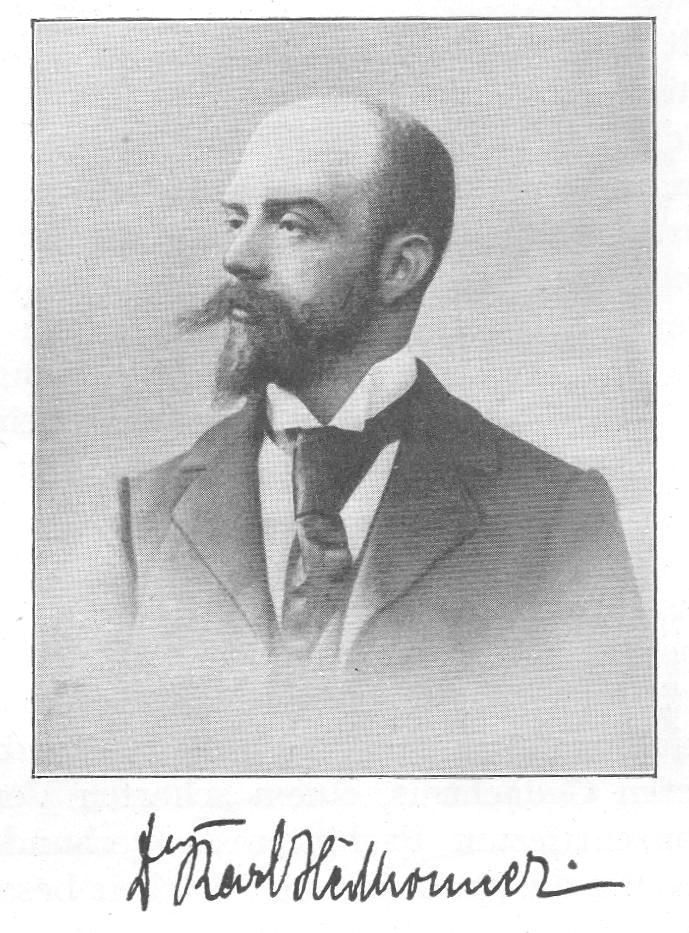
Karl Heilbronner

Karl Heilbronner (* 21. November 1869 in Nürnberg; † 8. September 1914 in Utrecht) war ein deutscher Psychiater und Neurologe.
Heilbronner besuchte die Schule in Nürnberg und das Maximiliansgymnasium München, an dem er 1888 sein Abitur machte. Er studierte Medizin an der Ludwig-Maximilians-Universität München, an der er 1893 bei Hubert von Grashey promoviert wurde (Über Krankheitsdauer und Todesursachen bei der progessiven Paralyse). Anschließend war er am Senckenbergischen Institut in Frankfurt, wo er sich in Anatomie weiterbildete. 1894 wurde er Assistenzarzt an der königlich psychiatrischen Klinik in Breslau bei Carl Wernicke. 1898 wurde er Oberarzt an der Nervenklinik der Universität Halle bei Eduard Hitzig und habilitierte sich im selben Jahr in Halle (Rückenmarksveränderungen bei multipler Neuritis der Trinker). 1901 erhielt er den Professorentitel. 1903 wurde er Professor für Psychiatrie an der Universität Utrecht als Nachfolger von Theodor Ziehen.
Er forschte zur Apraxie, Melancholie und Zwangsvorstellungen. Von ihm stammen die Heilbronnerschen Bilder in der Diagnostik.
Von ihm stammen die Abschnitte Epilepsie und Psychoneurosen in der ersten Auflage des Handbuchs der inneren Medizin (Band 6, 1912).

## Schriften
- Über Krankheitsdauer und Todesursachen bei der progressiven Paralyse, 1894.
- Aphasie und Geisteskrankheit, 1896.
- Über Asymbolie, 1897.
- Über die Aufgaben der klinischen Psychiatrie, 1904.
- Die strafrechtliche Begutachtung der Trinker, 1905.
- Über Gewöhnung auf normalem und pathologischem Gebiet, 1912.